# 1831 dans les chemins de fer
chronologie des chemins de fer
1830 dans les chemins de fer - 1831 - 1832 dans les chemins de fer

## Évènements
- Allemagne, début de l'Histoire des chemins de fer allemands avec la première ligne de chemin de fer à traction animale.
- France, la locomotive Seguin transportait  vingt-quatre à vingt-huit chariots vides entre Givors et Rive-de-Gier ou sept pleins sur la ligne de Saint-Étienne à Lyon.

## Naissances
- 3 mars, États-Unis : George Pullman, industriel américain et inventeur des voitures-lits.

## Décès
- x